# Bheemavaram
Bheemavaram é uma cidade e um município no Godavari Ocidental, no estado indiano de Andhra Pradesh.

## Demografia
Segundo o censo de 2001, Bheemavaram tinha uma população de 137 327 habitantes. Os indivíduos do sexo masculino constituem 51% da população e os do sexo feminino 49%. Bheemavaram tem uma taxa de literacia de 73%, superior à média nacional de 59,5%; a taxa de alfabetização é de 77% entre homens e 69% entre mulheres. 11% da população está abaixo dos 6 anos de idade.